# Pingdiquan (ort i Kina, Inner Mongolia Autonomous Region, lat 40,93, long 113,13)
Pingdiquan är en ort i Kina. Den ligger i den autonoma regionen Inre Mongoliet, i den norra delen av landet, omkring 120 kilometer öster om regionhuvudstaden Hohhot. Antalet invånare är 17 923. Befolkningen består av 8 703 kvinnor och 9 220 män. Barn under 15 år utgör 12,0 %, vuxna 15-64 år 73 %, och äldre över 65 år 14,0 %.
Runt Pingdiquan är det ganska tätbefolkat, med 72 invånare per kvadratkilometer. Närmaste större samhälle är Jining, 11,3 km norr om Pingdiquan. Trakten runt Pingdiquan består i huvudsak av gräsmarker.
Genomsnittlig årsnederbörd är 556 millimeter. Den regnigaste månaden är juli, med i genomsnitt 173 mm nederbörd, och den torraste är januari, med 2 mm nederbörd.